# Twitches Too
Twitches Too är en amerikansk fantasyfilm från 2007, samt en uppföljare till filmen Twitches från 2005. Filmen hade premiär på Disney Channel den 12 oktober 2007. Huvudrollerna som tvillingsystrarna Alex och Camryn spelas, precis som i föregående film, av de två tvillingsystrarna Tia och Tamera Mowry.

## Handling
I denna film får man återigen följa de två tvillingsystrarna Alex och Camryn, som gör allt de bara kan för att leva ett normalt jordliv, samtidigt som de är prinsessor och tronarvtagerskor av det magiska kungariket Coventry. Dock vill Alex fokusera mer på sina nyuppstartade collegestudier och att leva ett mer normalt liv, medan Camryn vill fokusera mer på det "kungliga livet" fullt av glitter och glamour, samt av fina prinsessklänningar och tiaror. Men när flickornas elaka farbror Thantos sedan återvänder för att återigen skapa kaos i Coventry, måste de återigen samarbeta med varandra och förgöra honom en gång för alla, innan han lyckas förgöra allt i sin väg.

## Rollista
- Tia Mowry – Alexandra "Alex" Nicole Fielding / Artemis DuBaer
- Tamera Mowry – Camryn "Cam" Elizabeth Barnes / Apolla DuBaer
- Kristen Wilson – Miranda DuBaer
- Patrick Fabian – Thantos DuBaer
- Kevin Jubinville – Aron DuBaer
- Pat Kelly – Karsh Warburton
- Leslie Seiler – Ileana Warburton
- Chris Gallinger – Demitri (tjänaren i det kungliga köket)
- Arnold Pinnock – David Barnes
- Karen Holness – Emily Barnes
- Jackie Rosenbaum – Beth Fish
- Nathan Stephenson – Marcus Warburton (Camryns ex-pojkvän)
- Jayne Eastwood – Norseng